# ليليان وايت سبنسر
ليليان وايت سبنسر (بالإنجليزية: Lillian White Spencer)‏ هي مترجمة وكاتِبة وشاعرة أمريكية، ولدت في 1876، وتوفيت في 23 يونيو 1953.
1. ↑  المُعرِّف متعدِد الأوجه لمصطلح الموضوع، QID:Q3294867